# WASP-20
Désignations
WASP-20, aussi connue comme CD-24 102, est une étoile de la constellation équatoriale de la Baleine, située à une distance de 210 ± 20 parsecs du Soleil. Elle est l'objet primaire d'un système planétaire dont l'unique objet secondaire connu est WASP-20 b, une planète confirmée.

## WASP-20
WASP-20 est une étoile de type spectral F9, âgée de 7+2
 −1 milliards d'années.
Sa masse est de 1,200 ± 0,041 masse solaire pour une rayon de 1,392 ± 0,044 rayon solaire, soit une masse volumique de 0,630 ± 0,046 gramme par centimètre cube.

## WASP-20 b
WASP-20 b tourne autour de WASP-20 en moins de cinq jours terrestres (4,899 628 4 ± 0,000 003 3 j) très près de son étoile (0,060 00 ± 0,000 69 unité astronomique) sur une orbite circulaire (excentricité nulle) polaire (inclinée de 85,56 ± 0,22 ° par rapport à l'équateur de son étoile).
La masse de WASP-20 b est de 0,311 ± 0,017 masse jovienne pour une rayon de 1,462 ± 0,059 rayon jovien.